# Nicole Forester
Nicole Forester (Ann Arbor (Michigan), 19 november 1972), geboren als Nicole Theresa Schmidt is een Amerikaanse actrice.

## Biografie
Forester heeft gestudeerd aan de American Academy of Dramatic Arts in Pasadena (Californië) en slaagde in 1993. Hierna ging zij naar de Western Michigan University in Kalamazoo en haalde hier haar diploma in musical. Zij heeft ook drama gestudeerd aan de Creative And Performing Arts (CAPA) in Livonia (Michigan). Later heeft ze ook gestudeerd in Duitsland aan de Goethe-Institut in Schwäbisch Hall waar ze vloeiend Duits heeft leren praten.
Forester begon in 1995 met acteren in de televisieserie Star Trek: Deep Space Nine. Hierna heeft ze nog meerdere rollen gespeeld in televisieseries en films, zoals The Christmas Box (1995), Beverly Hills, 90210 (1998), The Omega Code (1999), Shasta McNasty (1999-2000), The Guiding Light (2005-2008) en The Double (2011).
Forester is in 2008 getrouwd en heef uit dit huwelijk twee kinderen, een dochter (2009) en een zoon (2010). Forester is ook actief in liefdadigheidsinstellingen in New York en Los Angeles en zingt ook in een band van drie personen genaamd Telegraph Road waar ze vooral jazz ten gehore brengen.

## Prijs
- 2008 - Daytime Emmy Award voor beste dramaserie in de categorie Uitstekende Actrice in een Leidende Rol in een Televisieserie met de televisieserie The Guiding Light – genomineerd.

## Filmografie

### Films
Uitgezonderd korte films.
- 2021 Cherry - als dokter 1
- 2020 All the Bright Places - als Demi
- 2019 The Last Summer - als Margaux Margaux
- 2019 I See You - als mrs. Whitter
- 2017 Eloise - als Genevieve Martin
- 2016 Batman v Superman: Dawn of Justice - als Leblanc
- 2015 Dial a Prayer - als Marlene
- 2014 The Yank - als Colleen
- 2013 The Wicked - als Terri Drake
- 2012 Jack Reacher - als Nancy Holt
- 2011 The Double – als Molly
- 2010 Trust – als Susanna
- 2005 Enough About Me – als Veronica
- 2003 Vampires Anonymous – als Maggie Miller
- 1999 Simpatico – als vliegleidster
- 1999 The Omega Code – als studente
- 1999 Three Secrets – als Kelly
- 1998 Perfect Prey – als Patricia Atkins
- 1997 Swing Blade – als danseres
- 1995 The Christmas Box – als droom engel

### Televisieseries
Uitgezonderd eenmalige gastrollen.
- 2012 - 2014, 2019 Chicago Fire - als Christie Casey - 9 afl.
- 2014 Those Who Kill - als Donna Russell - 2 afl.
- 2011 - 2012 Boss – als Maggie Zajac – 12 afl.
- 2005 – 2008 The Guiding Light – als Cassie Winslow – 300 afl.
- 2004 – 2005 Two and a Half Men – als Camille / meisje op antwoordapparaat – 2 afl.
- 2003 Mister Sterling – als receptioniste van Sterling – 5 afl.
- 2000 Shasta McNasty – als Michelle Price – 4 afl.
- 1998 Beverly Hills, 90210 – als Jill Reiter – 4 afl.

- Gemeinsame Normdatei: 1202246893
- International Standard Name Identifier: 0000 0000 1392 7340
- Library of Congress Control Number: no2016079144
- Virtual International Authority File: 42768409
- WorldCat: E39PCjCpCTmJM4PYxqf9D9ghBK